# Привітненська сільська громада
Привітненська сільська об'єднана територіальна громада — колишня об'єднана територіальна громада України, в Локачинському районі Волинської області. Адміністративний центр — село Привітне.
Площа громади — 139,34 км², населення — 3565 мешканців (2018).
Утворена 7 серпня 2018 року шляхом об'єднання Білопільської, Бубнівської, Колпитівської та Привітненської сільських рад Локачинського району.

## Населені пункти
До складу громади входили 7 сіл: Білопіль, Бубнів, Колпитів, Коритниця, Кути, Линів та Привітне.